# Ilkka Juhani Takalo-Eskola

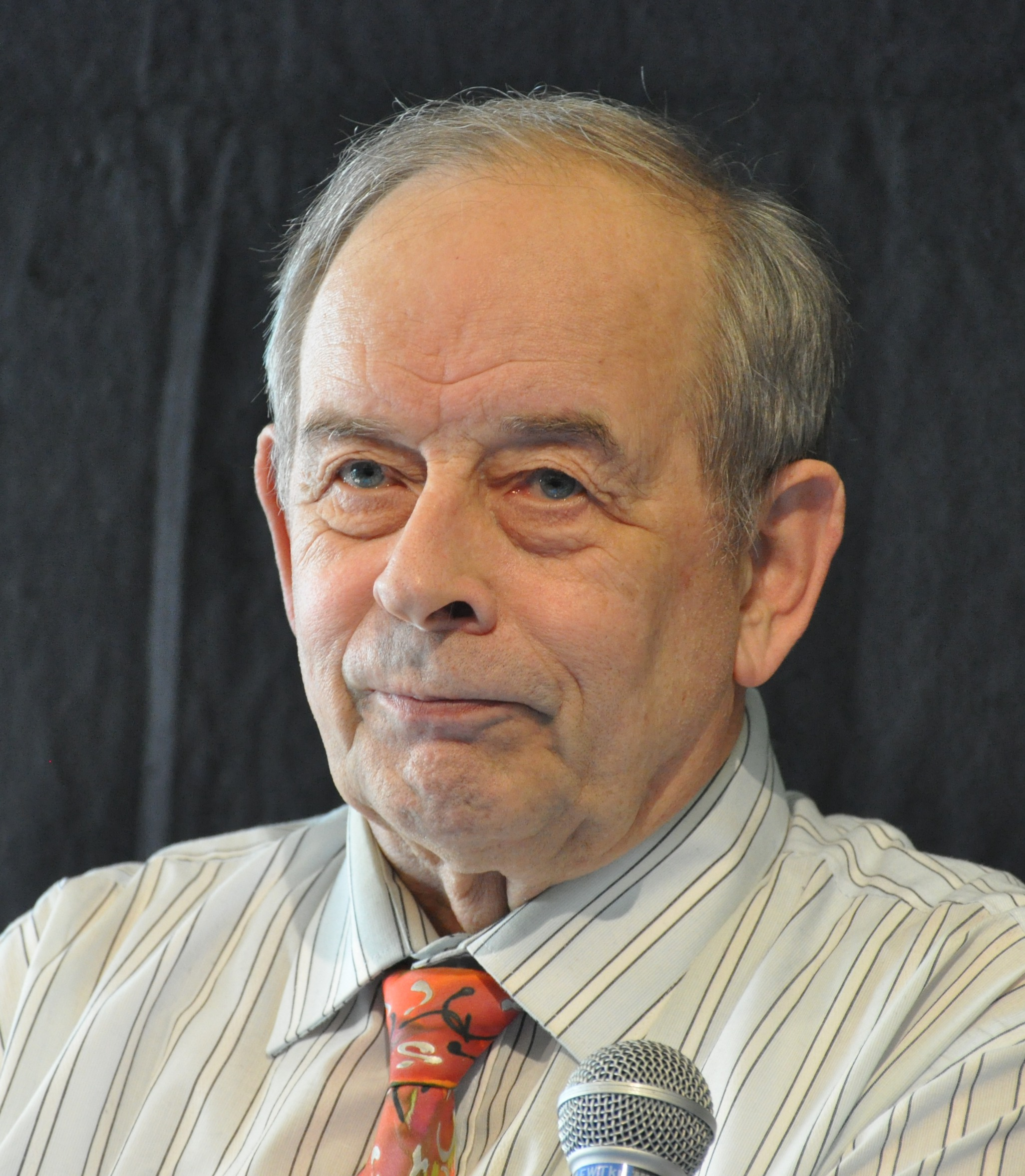
Ilkka Juhani Takalo-Eskola.

Ilkka Juhani Takalo-Eskola, född 5 september 1937 i Keminmaa, är en finländsk konstnär och författare. 
Takalo-Eskola avlade humanistisk kandidatexamen 1963 och har därefter verkat som självlärd konstnär parallellt i många genrer: som målare, poet, fotograf och performancekonstnär. Hans konst uppvisar släktskap med den danska och tyska fluxus-konsten i dess blandning av anarkism och livsglädje. Hans måleri kan karakteriseras som en naivt expressiv blandning av grovt och sofistikerat, medan hans fotografier huvudsakligen är dokumentationer av happenings och performancer. Han har också verkat som kurator för flera utställningsprojekt. Han var medlem av gruppen Skördemännen, länskonstnär i Tavastehus län 1986–1990, överlärare vid Bildkonstakademin 1995–2000, dess rektor 1996–1997. Han tilldelades Ars Fennica-priset 2006. 